# 亚历山大·派因斯
亚历山大·派因斯（英語：Alexander Pines，1945年6月22日—2024年11月1日），加州大学伯克利分校格伦·T·西博格化学教授，劳伦斯伯克利国家实验室材料科学部以及QB3定量生物医学研究协会和生物工程部学院联盟的资深科学家。他生于1945年，在罗德西亚长大，在以色列耶路撒冷希伯来大学获学士学位。1968年去美国，1972年在麻省理工获博士学位，同年加入伯克利研究中心。